# Heinz Bach (Versicherungsmanager)
Heinz Bach (* 14. September 1922 in Freudenberg; † 3. Mai 1986) war ein deutscher Manager und Funktionär im Versicherungsbereich. Der langjährige Vorstandsvorsitzende des Continentale Versicherungsverbunds war zeitweise Vorsitzender des deutschen PKV-Verbandes sowie Präsident des Verbandes der europäischen Privaten Krankenversicherer.

## Werdegang
Bach studierte ab 1947 Rechts- und Staatswissenschaft. Später promovierte er und legte 1955 das Assessor-Examen ab. Im folgenden Jahr begann er eine Tätigkeit bei der Volkswohl in Dortmund. 1965 stieg er in den Vorstand der Volkswohl Krankenversicherung auf, 1970 wurde er Vorstandsvorsitzender. Nachdem 1965 die Continentale Allgemeine Versicherung erworben worden war, änderten unter Bachs Leitung sukzessive die zur Gruppe gehörenden Gesellschaften ihre Firmierung, so dass 1976 die Bildung der der Continentale Versicherungs-Gruppe neben einer weitgehenden Personalunion auch durch eine einheitliche Namensgebung abgeschlossen war. Dabei war er bereits ab 1959 im Aufsichtsrat der Lebensversicherungstochter gesessen, ab 1972 nahm er ein Vorstandsmandat wahr. 1982 übernahm die Continentale die in Köln ansässige Europa-Versicherungs-Gruppe, bei der er den Vorstandsvorsitz bei den drei Gesellschaften der Gruppe übernahm, sowie die Mehrheit an der in Wiesbaden sitzenden DEURAG, bei der er Aufsichtsratsvorsitzender wurde. Zudem war er Präsident des Deutschen Krankenhausinstituts und er saß im Aufsichtsrat der Dortmunder Glückauf-Bau.
Nachdem Bach bereits vorher Gremien des PKV-Verbandes angehört hatte, übernahm er 1975 den Vorsitz des Branchenverbandes. Ab 1984 bis zu seinem Tod war er noch stellvertreter Vorsitzender. 1985 übernahm er die Leitung des Verbandes der europäischen Privaten Krankenversicherer. Zudem war er in Gremien des Gesamtverbandes der Deutschen Versicherungswirtschaft ebenso vertreten wie im Beirat des Bundesaufsichtsamts für das Versicherungswesen. Dabei prägte er maßgeblich die Entwicklung der privaten Krankenversicherung in Deutschland.
Bach erhielt 1982 das Bundesverdienstkreuz Erster Klasse, 1985 wurde er mit dem Großen Bundesverdienstkreuz ausgezeichnet.
Die Continentale benannte ihr Schulungszentrum in der Dortmunder Eintrachtstraße ihm zu Ehren Heinz-Bach-Haus.